# John England
John England (ur. 23 września 1786 w Corku, Irlandia, zm. 11 kwietnia 1842 w Charleston, Karolina Południowa) – amerykański duchowny katolicki pochodzenia irlandzkiego, biskup diecezjalny Charleston w latach 1820-1842.

## Życiorys
Święcenia kapłańskie otrzymał 10 października 1808 z rąk bp. Francisa Moylana i inkardynowany został do diecezji Cork. Wykładał w miejscowym seminarium św. Patryka, gdzie od 1812 roku był prezydentem.
Z powodu ostrego sprzeciwu wobec ingerencji władz świeckich w wybór biskupów, został przez swych przełożonych skierowany jako proboszcz do wiejskiej parafii w Bandon. Tam 11 sierpnia 1820 roku zastała go wiadomość o nominacji na ordynariusza nowo powstałej diecezji Charleston w Karolinie Płd. w USA (obejmującej wówczas terytorialnie stany Karolina Płn., Karolina Płd. i Georgię. Sakrę biskupią odebrał w rodzinnym mieście z rąk dotychczasowego zwierzchnika bp. Johna Murphy’ego, biskupa Cork. Do miejsca swego przeznaczenia dotarł 30 grudnia 1820. Skromne warunki i niewielka diaspora katolicka złożona z ubogich imigrantów irlandzkich i uchodźców z Dominikany stawiały wiele wyzwań przed młodym hierarchą (po dwunastu latach jego pracy liczba ludności w diecezji wynosiła jedynie 11 tysięcy). Bp England za najważniejszy cel postawił sobie edukację wiernych. Z tego powodu utworzył pierwsza w USA gazetę katolicką (United States Catholic Miscellany ukazującą się do 1861 roku), przygotował do druku katechizm i mszał dla Amerykanów. Założył kilka szkół, a także domy opieki dla chorych i sierot prowadzone przez siostry Matki Bożej Miłosierdzia. Dla pomocy imigrantom i robotnikom założył Bractwo San Marino. Podjął też próbę założenia szkoły dla wolnych Afroamerykanów, ale inicjatywa spotkała się z protestami opinii publicznej.
Od 1833 roku bp England obowiązki duszpasterskie dzielił z misją dyplomatyczną jako delegat apostolski na Haiti. Jego starania o konkordat nie powiodły się (zostanie on podpisany dopiero za czasów jego następcy bp. Josepha Rosatiego CM). Jako elokwentny mówca był pierwszym rzymskokatolickim duchownym zaproszonym do Kongresu Stanów Zjednoczonych (w 1826 roku), gdzie przez dwie godziny opowiadał o doktrynie swego Kościoła. W tym samym roku otrzymał amerykańskie obywatelstwo.
Wyczerpany wieloma obowiązkami, zmarł po powrocie z jednej z wielu wypraw do Europy dla pozyskania środków finansowych dla swej diecezji. Jego pisma zostały opublikowane po raz pierwszy w 1849 roku (pięć tomów), a kolejne wydanie ukazało się w Cleveland w 1908 roku z przedmową abp. Messmera z Milwaukee. Bp England jest do dziś wspominany jako jeden z najwybitniejszych przedstawicieli episkopatu amerykańskiego.